# Agenda

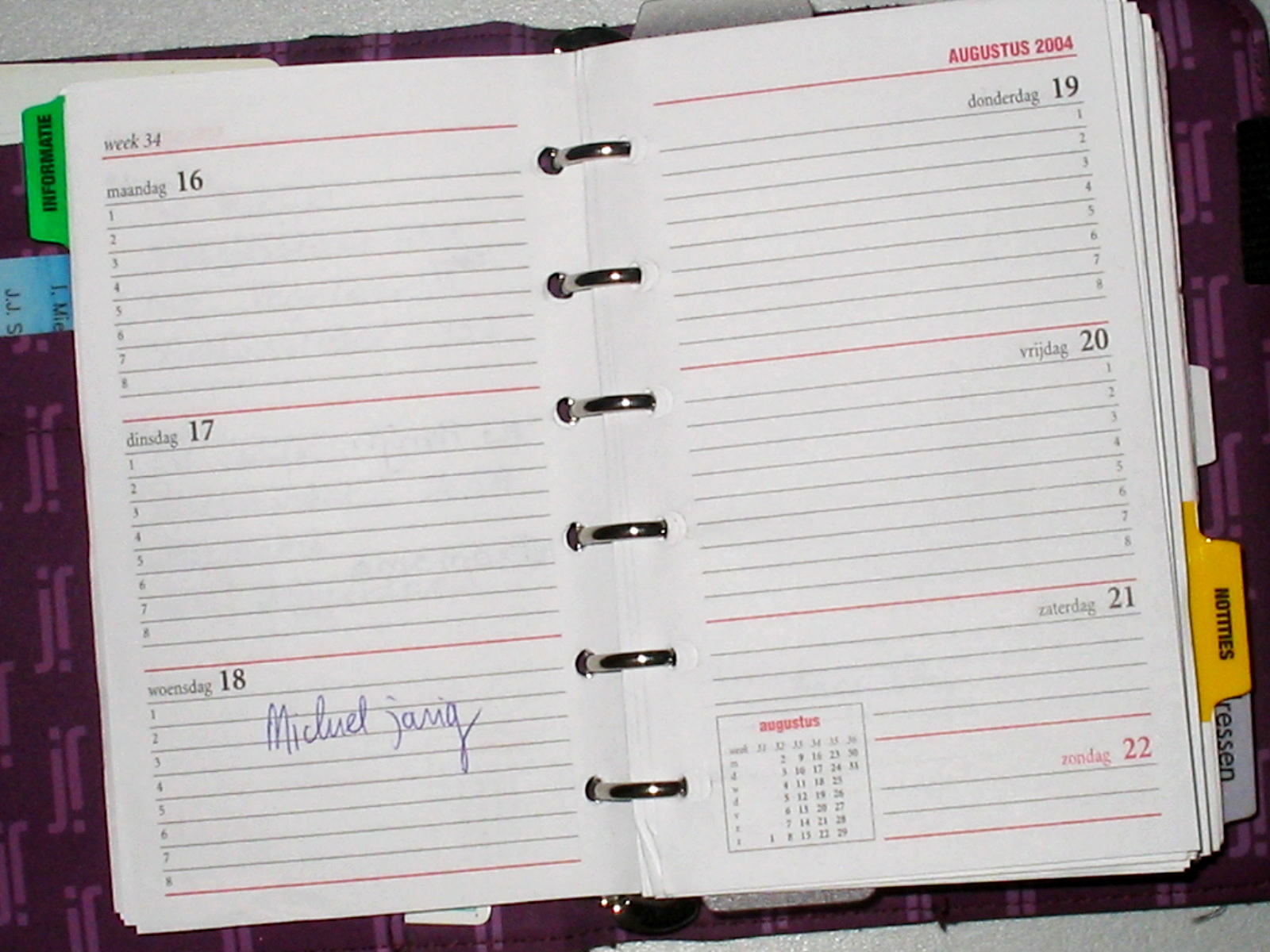
Un'agenda settimanale

Un'agenda (o diario) è uno strumento nel quale si annotano, giornalmente o settimanalmente, appuntamenti, annotazioni, scadenze e compiti da svolgere.
La parola è un latinismo puro (è il gerundivo del verbo latino àgere, cioè "agire", "fare") e letteralmente significa proprio "cose da fare". Per estensione, il termine è passato poi a indicare il supporto su cui tali "faccende" sono scritte.
Di solito s'intende per agenda un libro nel quale sono prestampati i giorni della settimana e del mese con spazi per annotare gli impegni quotidiani organizzati per orari. Per tal ragione, è frequente l'utilizzo di agende per la durata di un anno solare.
Nel caso di una agenda utilizzata in ambito scolastico, essa prende il nome di diario: in questo caso l'organizzazione dei giorni può essere limitata alla durata dell'anno scolastico (settembre - giugno). Esiste un tipo di agenda, cosiddetta "Perpetua", molto singolare, nella quale non sono indicati i singoli giorni della settimana dell'anno solare; di conseguenza può essere utilizzata secondo le singole esigenze o per scopi diversi dalle annotazioni. Generalmente si tratta di agende prodotte da grandi brand, da case editrici o da podcaster utilizzate da collezionisti amanti del genere. 
L'agenda può essere elettronica, in questo caso si usa un sistema di videoscrittura; è una delle funzionalità di base dei palmari diffusi alla fine degli anni 2000 e degli attuali tablet.